# Peter Newbrook
Peter Austin Harley Newbrook BSC (29 de junio de 1920 - 19 de junio de 2009) fue un director de fotografía, director, productor y escritor inglés.
Newbrook nació en Chester y se educó en las escuelas de la catedral de Chester y Worcester, y en la escuela Ewell Castle. Comenzó su carrera como camarógrafo en prácticas y foquista en los estudios británicos de Warner Brothers en Teddington, Londres. Durante la Segunda Guerra Mundial realizó películas de entrenamiento militar con el Servicio de Cinematografía del Ejército y fue nombrado subteniente. En 1947, con el baterista Carlo Krahmer, cofundó Esquire Records, especializada en jazz.
En la década de 1970, debido al declive de la industria cinematográfica británica, recurrió a la televisión. Trabajó en Granada y Yorkshire Television y pasó varios años en Anglia Television en Norwich, realizando episodios de la popular serie dramática Tales of the Unexpected. Se jubiló en 1990 como director senior de iluminación.
Fue presidente de la Sociedad Británica de Directores de Fotografía de 1984 a 1986
Peter Newbrook murió de un infarto en su casa de Norwich el viernes 19 de junio de 2009.

## Filmografía seleccionada
- Scott of the Antarctic (1948)
- The Sound Barrier (1952)
- El puente sobre el río Kwai (1957)
- Adiós a las armas (1957)
- Lawrence de Arabia (1962)
- In the Cool of the Day (1963)
- The Black Torment (1964)
- Gonks Go Beat (1965)
- The Sandwich Man (1966)
- Press for Time (1966)
- Corruption (1968)
- The Smashing Bird I Used to Know (1969)
- Incense for the Damned (1970)
- She'll Follow You Anywhere (1971)
- Crucible of Terror (1971)
- The Asphyx (1973)